# ΑΝΤ1
ANT1은 그리스의 민영 텔레비전 방송국이다. 1989년 12월 31일에 개국했으며, 스튜디오는 아테네 교외의 마루시에 위치한다.
ANT1 명칭은 숫자 1(일)이 그리스어로 ENA(ένα)라고 부르며 앞부분에 ANT와 합치면 안테나(Αντέννα)와 흡사한 발음이 되는 것에서 유래되었다.
ANT1는 아테네에서 Easy 97.2, Rythmos 94.9의 2개 라디오 방송국을 운영하고 있고, 그리스 외에 유럽, 북아메리카, 오스트레일리아에서도 위성으로 송출하고 있다.
자매 방송국으로 테살로니키에 있는 마케도니아 TV의 텔레비전 방송국 1개와 Easy 97.5 & Rythmos 104의 라디오 방송국 2개가 있다.

## 해외 채널
ANT1은 1996년부터 위성을 통하여 국제 방송을 실시하고 있으며, 각 대륙별로 3개의 텔레비전 채널을 운영하고 있다.
- Antenna Europe : 그리스 외의 유럽 전역
- Antenna Satellite : 북아메리카 및 남아메리카 전역
- Antenna Pacific : 오스트레일리아를 비롯한 태평양 일대